# Hans Falke (U-992)
Hans Falke (16 de junho de 1920 - ) foi um comandante de U-Boot que serviu na Kriegsmarine durante a Segunda Guerra Mundial.